# Kittinupong Kedren
Kittinupong Kedren (Thai: กิตตินุพงษ์ เกตุเรน; * 19. Juli 1996 in Songkhla) ist ein thailändischer Badmintonspieler. 

## Karriere
Kittinupong Kedren wurde 2014 Juniorenweltmeister. 2017 siegte er bei den Südostasienspielen. Bei den Olympischen Spielen in Paris 2024 wurde er im Herrendoppel gemeinsam mit Supak Jomkoh Fünfter.